# Glanshammars IF
Glanshammars IF är en idrottsförening i Glanshammar som bedriver verksamhet i friidrott och fotboll. Föreningen bildades 28 april 1928. Föreningens emblem består av två svarta hammare som ligger i kors på en gul bakgrund. Klubbens natursköna arena heter Skölvboslätt.

## Friidrott
Glanshammars IF Friidrott har haft vissa framgångar, främst på damsidan. Klubbens första SM-guld togs av Monica Johansson 1963 i höjdhopp. Klubbens främsta representant är Britt Johansson som blev svensk mästare i femkamp 1965, 1969 och 1970 samt i kulstötning 1966 och 1969.

## Fotboll
Glanshammars IF Fotboll har idag ungdomslag för både flickor och pojkar samt herrlag.